# Gheorghe Băcuț
Gheorghe Băcuț (* 12. Juli 1927 in Oradea, Kreis Bihor; † 11. Juni 1974) war ein rumänischer Fußballspieler. Er kam in 236 Spielen der höchsten rumänischen Fußballliga, der Divizia A, zum Einsatz.

## Karriere

### Verein
Băcuț begann mit dem Fußballspielen im Alter von acht Jahren bei Stăruința Oradea. Im Jahr 1946 wechselte er zu ITA Arad in die Divizia A, wo er am 25. August 1946 zum ersten Mal zum Einsatz kam. In Arad erlebte er erfolgreiche drei Jahre, in denen er zwei Meistertitel (1947 und 1948) und einen Pokalsieg verbuchen konnte.
Zu Beginn der Saison 1950 zog es Băcuț zum Ligakonkurrenten Dinamo Bukarest. Bei Dinamo konnte er weitere Erfolge verbuchen. Nach dreimaliger Vizemeisterschaft von 1951 und 1953 sowie einem verlorenen Pokalfinale konnte er im Jahr 1955 seinen dritten Meistertitel einheimsen.
Im Jahr 1957 verließ Băcuț Dinamo und kehrte in seine Heimatstadt Oradea zu CS Oradea zurück. Allerdings war seine Zeit in Oradea nicht vom Erfolg gekrönt. Nach dem Abstieg am Ende der Saison 1957/58 wurde er für ein Jahr gesperrt und beendete nach zwei Spielzeiten in der Divizia B im Jahr 1961 seine Karriere.

### Nationalmannschaft
Băcuț bestritt 28 Spiele für die rumänische Fußballnationalmannschaft und erzielte dabei ein Tor. Sein Debüt hatte er im Alter von 18 Jahren am 30. September 1945 gegen Ungarn.

## Erfolge
- Rumänischer Meister: 1946/47, 1947/48, 1955
- Rumänischer Pokalsieger: 1947/48